# Дебра Вінгер
Дебра Лінн Вінгер   (16 травня 1955 , Клівленд-Гайтс, Огайо )  — американська акторка та продюсерка. Працювала у фільмах «Офіцер і джентльмен» (1982), «Умови любові» (1983) і «Тінові землі» (1993), кожен з яких приніс їй номінацію на премію «Оскар» за найкращу жіночу роль. 
Вінгер отримала нагороду Національного товариства кінокритиків за найкращу жіночу роль у фільмі «Умови ніжності» та нагороду Токійського міжнародного кінофестивалю за найкращу жіночу роль у фільмі «Небезпечна жінка» (1993). Серед інших її ролей у фільмах: «Міський ковбой» (1980), «Законні орли» (1986), «Чорна вдова» (1987), «Зраджена » (1988), «Притулок неба» (1990), «Забудьте про Париж» (1995) і «Рейчел виходить заміж» (2008). 
У 2012 році вона дебютувала на Бродвеї в оригінальній постановці п'єси Девіда Мамета «Анархіст». У 2014 році отримала нагороду за життєві досягнення на Міжнародному кінофестивалі в Трансільванії. 
Вінгер зіграла постійну роль в оригінальному телесеріалі Netflix «Ранчо» (2016–2020).

## Перші роки
Народилась в Клівленд-Гайтс, штат Огайо, в ортодоксальній єврейській родині Роберта Вінгера, фасувальника м’яса, та офіс-менеджерки Рут (до шлюбу Фелдер).   Протягом багатьох років вона розповідала багатьом інтерв'юерам, що була волонтеркою в ізраїльському кібуці, іноді навіть кажучи, що тренувалася з Армією оборони Ізраїлю, але в інтерв'ю 2008 року сказала, що була просто в типовому молодіжному турі, який відвідував кібуц. У 18 років, після повернення до США, потрапила в автомобільну аварію і пережила крововилив у мозок; в результаті залишилася частково паралізованою та сліпою протягом 10 місяців. Спочатку їй сказали, що вона більше ніколи не бачитиме. У неї був час, щоб подумати про своє життя і вона вирішила, що, якщо одужає, переїде до Каліфорнії та стане акторкою. 

## Кар'єра

### Ролі
Першою акторською роллю Вінгер була роль «Деббі» у фільмі про секс-експлуатацію «Slumber Party '57» 1976 року. Її наступною роллю стала молодша сестра Діани Прінс Друзілла (Діво-дівчина) у трьох епізодах телесеріалу ABC Диво-жінка. Продюсери хотіли, щоб вона з'являлася частіше, але акторка відмовлялася, побоюючись, що роль зашкодить її кар'єрі. Потім послідувала гостьова роль у 4 сезоні телевізійної драми «Жінка-поліцейська» в 1978 році. Вінгер виконала роль другого плану в комедійному фільмі Вілларда Гайка «Французькі листівки» 1979 року.
Першою великою роллю Вінгер була у фільмі «Слава Богу, це п’ятниця», а потім у «Міському ковбої» в 1980 році, за яку вона була номінована на премію BAFTA та дві номінації на «Золотий глобус» (за найкращу роль акторки та найкращу нову зірку). У 1982 році вона знялася з Ніком Нолті у фільмі Cannery Row і з Річардом Гіром у фільмі «Офіцер і джентльмен», за який була номінована на премію «Оскар» як найкраща акторка. Вона була номінована на премію «Оскар» за найкращу жіночу роль ще двічі: за «Умови любові» у 1983 році (її була нагороджена її партнерка Ширлі Маклейн, яка зіграла її матір у фільмі) та за фільм «Землі тіней» у 1993 році, за який також отримала другу номінацію на BAFTA. Її гра у фільмі «Небезпечна жінка» отримала номінацію на «Золотий глобус» як найкраща акторка.
За ці роки Вінгер здобула репутацію відвертої людини, з якою важко працювати. Вона висловлювала свою неприязнь до фільму «Офіцер і джентльмен», який відмовилася рекламувати, та кількох інших своїх фільмів, а також зневажливо ставилася до деяких колег і режисерів. Коли Барбара Волтерс брала інтерв’ю у Бетт Девіс у 1986 році, Девіс сказала: «Я бачу багато себе в Дебрі Вінгер».
Вінгер мала втілити Пеггі Сью у фільмі «Пеггі Сью вийшла заміж», але була змушена відмовитися перед початком виробництва після травми спини під час аварії на велосипеді. Роль дісталася Кетлін Тернер. Травма вплинула на працездатність Вінгер на кілька місяців. Її взяли на роль у «Власній лізі», але вона вибула і її замінила Джина Девіс. Пізніше повідомлялося, що Вінгер вибула з фільму через те, що відмовилася працювати з Мадонною, яку Вінгер не вважав серйозною акторкою. Серед інших головних ролей цього періоду — Legal Eagles, Made in Heaven, Everybody Wins, The Sheltering Sky, Leap of Faith, Black Widow, Betrayed, Wilder Napalm і A Dangerous Woman.
У 1995 році Вінгер вирішила взяти перерву в акторській діяльності. У 2002 році вона повідомила: «Я хотіла піти роками. Мені набридло слухати себе, що я хочу кинути. Це все одно, що почати інтерв’ю словами «Я ненавиджу інтерв’ю!». Що ж, геть! Я перестала читати сценарії і перестала хвилюватися. Люди казали: «Ми дуже сумуємо за тобою». Але за останні шість років, скажіть мені фільм, у якому я мала би знятися. Кілька, яких я можу згадати, акторка була настільки ідеальною». Після створення фільму «Забудьте про Париж» у 1995 році Вінгер не знімалася на екрані протягом 6 років, а потім повернулася у 2001 році з фільмом «Велике погане кохання», сценаристом і режисером якого став її чоловік Арлісс Говард. Фільм також був дебютом Вінгер як продюсерки.
Під час перерви в кіно Вінгер виконувала головну жіночу роль у постановці п'єси Антона Чехова «Іванов» Американського репертуарного театру з листопада 1999 по січень 2000 року. 
Розанна Аркетт зняла схвалений критикою документальний фільм «У пошуках Дебри Вінгер», який вийшов у прокат у 2002 році після того, як Вінгер повернулась до акторської діяльності. Згодом Вінгер знялась у фільмах «Радіо», «Похвала» та «Іноді в квітні», а також отримала позитивні відгуки за роль матері Енн Гетеаей у фільмі «Рейчел виходить заміж».
Вінгер отримала номінацію на премію «Еммі» за головну роль матері жертви стрілянини в «Колумбайн» у телевізійному фільмі «Світанок Анни» режисера Арлісса Говарда 2005 року. У 2010 році вона повернулася на телебачення, знявшись як директорка середньої школи в епізоді «Закон і порядок». Вона приєдналася до акторського складу серіалу HBO «На лікуванні» як одна з трьох пацієнтів, показаних у третьому сезоні.
У 2013 році Вінгер знялась в трьох епізодах серіалу «У лісі»,  першої частини мультимедійного, експериментального фільму Дженніфер Елстер «The Being Experience», в якому також брали участь Терренс Говард, Дейв Меттьюз, Руфус Вейнрайт, Карен Блек, Вілл Шортц, Лія Кебеде, Квестлав, Фамке Янссен, Мобі, Гейл Гарольд, Пас де ла Уерта, Йорген Лет, Розі Перес, Обрі де Грей та Алан Каммінг. 
З 2016 по 2020 рік Вінгер грала разом із Семом Елліоттом і Ештоном Кутчером у комедії Netflix «Ранчо».
У 2017 році Вінгер знялася в епізодичній ролі судді Верховного суду Олени Каган у телевізійному міні-серіалі When We Rise. Того ж року вона знялася у своїй першій після багатьох років романтичній головній ролі в «Коханцях». Вона продовжувала здобувати ролі в інших повнометражних фільмах, таких як «Місто тигрів», який вийшов у 2018 році.

### Інші заняття
У 1995 році Вінгер зіграла у «The Wizard of Oz in Concert: Dreams Come True», телевізійному музичному виконанні популярного фільму MGM 1939 року в Лінкольн-центрі на користь Фонду захисту дітей. Її ролі в цьому спеціальному фільмі були оповідачем «Циклону» та Злою Відьмою Заходу. Спочатку він транслювався на TBS і TNT.
Під час перерви в кіноіндустрії Вінгер провела семестр як викладачка Гарвардського університету. У 2008 році вона написала книгу «Undiscovered», засновану на особистих спогадах. Вона продемонструвала свою підтримку примиренню між арабами та євреями в Ізраїлі, відвідавши двомовні школи Рука об руку (єврейсько-арабська школа Галілеї, школа Гешер аль-Хаваді), де в 2008 році сказала, що «присвятить наступну частину свого життя цим школам».
Як президентка журі Цюріхського кінофестивалю 2009 року, Вінгер приєдналась до інших членів голлівудської кіноспільноти, щоб виступити проти арешту та судового переслідування режисера Романа Поланскі, засудженого за зґвалтування 13-річної дівчинки в 1970-х роках, критикуючи швейцарський уряд за «міщанську змову» в арешті його стільки років потому, коли він прямував на Цюріхський фестиваль.
У 2010 році Вінгер була співвиконавчою продюсеркою номінованого на премію Оскар документального фільму Gasland. Вона також була виконавчою продюсеркою документального фільму Bel Borba Aqui 2012 року про життя та творчість бразильського художника-графіка Бела Борби. 

## Особисте життя
Трирічні стосунки Вінгер з актором Ендрю Рубіном закінчилися в 1980 році. З 1983 по 1985 рік вона зустрічалася з Бобом Керрі, на той час губернатором штату Небраска, з яким познайомилася під час зйомок фільму «Умови любові» в Лінкольні, штат Небраска. Вінгер також зустрічалася зі своїм колегою по серіалу «Консервний ряд» і «Всі виграють» Ніком Нолті.
З 1986 по 1990 рік Вінгер була одружена з актором Тімоті Хаттоном, від якого в 1987 році народила сина Ноа Хаттона, режисера документальних фільмів. Шлюб закінчився розлученням.  
У 1996 році Вінгер пошлюбила актора/режисера Арлісса Говарда, з яким познайомилася на зйомках фільму «Вайлдер Напалм». Їхній син Гідеон Бейб Рут Говард (відомий як Бейб) народився в 1997 році. Вона є мачухою Сема Говарда, сина Арлісса від його попереднього шлюбу.  

## Фільмографія

### Фільми
| Рік  | Назва               | Оригінальна назва          | Роль                                    | Примітки |
| ---- | ------------------- | -------------------------- | --------------------------------------- | --- |
| 1976 |                     | Slumber Party '57          | Деббі                                   | |
| 1978 |                     | Thank God It's Friday      | Дженніфер                               | |
| 1979 |                     | French Postcards           | Мелані                                  | |
| 1980 |                     | Urban Cowboy               | Сіссі                                   | Номінація — нагорода BAFTA за найбільш багатообіцяючого новачка в головних ролях у кіно Номінація — премія «Золотий глобус» за найкращу жіночу роль другого плану у фільмі Номінація — премія «Золотий глобус» за нову зірку року — актриса Номінація — премія Національного товариства кінокритиків за найкращу жіночу роль другого плану Номінація — Премія Кола кінокритиків Нью-Йорка за найкращу жіночу роль другого плану Номінація — премія Асоціації кінокритиків Юти за найкращу жіночу роль другого плану |
| 1982 |                     | Cannery Row                | С'юзі ДеСото                            | |
| 1982 | Іншопланетянин      | E.T. the Extra-Terrestrial | Зомбі на Хелловін — медсестра з пуделем | Не зазначений |
| 1982 | Офіцер і джентльмен | An Officer and a Gentleman | Паула Покріфкі                          | Номінація — премія «Оскар» за найкращу жіночу роль Номінація — премія «Золотий глобус» за найкращу жіночу роль у драматичному фільмі Номінація — премія Асоціації кінокритиків Юти за найкращу жіночу роль |
| 1983 | Мова ніжності       | Terms of Endearment        | Емма Хортон                             | Премія Національного товариства кінокритиків за найкращу жіночу роль Номінація — премія «Оскар» за найкращу жіночу роль Номінація — премія «Золотий глобус» за найкращу жіночу роль у драматичному фільмі Номінація — Премія Кола кінокритиків Нью-Йорка за найкращу жіночу роль |
| 1984 |                     | Mike's Murder              | Бетті Перріш                            | |
| 1986 |                     | Legal Eagles               | Лаура Дж. Келлі                         | |
| 1987 |                     | Black Widow                | Олександра «Алекс» Барнс                | |
| 1987 | Зроблено в раю      | Made in Heaven             | Емметт Хамберд                          | (зазначений як сам "Еммет") |
| 1988 |                     | Betrayed                   | Агент ФБР Кеті Вівер / Кеті Філіпс      | |
| 1990 |                     | Everybody Wins             | Анджела Кріспіні                        | Номінація — премія Національного товариства кінокритиків за найкращу жіночу роль |
| 1990 | Розколоте небо      | The Sheltering Sky         | Кіт Морсбі                              | Номінація — премія Національного товариства кінокритиків за найкращу жіночу роль |
| 1992 |                     | Leap of Faith              | Джейн Ларсон                            | |
| 1993 |                     | Wilder Napalm              | Віда Фудроян                            | |
| 1993 |                     | A Dangerous Woman          | Марта Горган                            | Премія Токійського міжнародного кінофестивалю за найкращу жіночу роль Номінація — премія Асоціації кінокритиків Чикаго за найкращу жіночу роль Номінація — премія «Золотий глобус» за найкращу жіночу роль у драматичному фільмі Номінація — премія Асоціації кінокритиків Лос-Анджелеса за найкращу жіночу роль |
| 1993 |                     | Shadowlands                | Джой Грешем                             | Номінація — премія «Оскар» за найкращу жіночу роль Номінація — премія BAFTA за найкращу жіночу роль у головній ролі Номінація — премія Асоціації кінокритиків Лос-Анджелеса за найкращу жіночу роль |
| 1995 |                     | Forget Paris               | Еллен Ендрюс Гордон                     | |
| 2001 |                     | Big Bad Love               | Мерилін                                 | |
| 2002 |                     | Searching for Debra Winger | Грала себе                              | |
| 2003 |                     | Radio                      | Лінда                                   | |
| 2004 |                     | Eulogy                     | Аліса Коллінс                           | |
| 2008 | Рейчел одружується  | Rachel Getting Married     | Еббі                                    | Номінація — Премія Асоціації кінокритиків телемовлення за найкращий акторський склад Номінація — Gotham Independent Film Award за найкращу ансамблеву гру Номінація — Independent Spirit Award за найкращу жіночу роль другого плану Номінація — Премія Кола кінокритиків Нью-Йорка за найкращу жіночу роль другого плану (розділено з партнеркою по фільму Розмарі Девітт) |
| 2012 | Лола проти          | Lola Versus                | Робін                                   | |
| 2014 |                     | Boychoir                   | Місіс Стіл                              | |
| 2017 |                     | The Lovers                 | Мері                                    | |
| 2020 |                     | Kajillionaire              | Тереза Дайн                             | |
| 2021 |                     | With/In: Volume 2          |                                         | Сегмент: "Still Life" |

### Телебачення
| Рік            | Назва                | Роль                     | Примітки                                                                                           |
| -------------- | -------------------- | ------------------------ | -------------------------------------------------------------------------------------------------- |
| 1976–1977 роки | Дивовижна жінка      | Друзилла / Wonder Girl   | 3 епізоди: «The Feminum Mystique» (частини 1 і 2), «Диво-жінка в Голлівуді»                        |
| 1977 рік       | Шишник               | Дженні                   | Епізод: «Біжи, Дженні, біжи»                                                                       |
| 1977 рік       | Байки                | Грала себе               | 5 серій                                                                                            |
| 1978 рік       | Спеціальна Олімпіада | Шеррі Хенслі             | телефільм                                                                                          |
| 1978 рік       | Жінка-поліція        | Філліс Бакстер           | Епізод: "Побиті вчителі"                                                                           |
| 1978 рік       | Джеймс в 16          | Алісія                   | Епізод: «Країна мисливців»                                                                         |
| 2005 рік       | Зоря Анна            | Зоря Анна                | телефільм </br> Номінація — Премія «Еммі» за найкращу головну жіночу роль у міні-серіалі чи фільмі |
| 2005 рік       | Іноді в квітні       | Пруденс Бушнелл          | телефільм                                                                                          |
| 2010 рік       | Закон і порядок      | Місіс. Woodside          | Епізод: « Хлопчик у вогні »                                                                        |
| 2010 рік       | В лікуванні          | Френсіс                  | 7 епізодів                                                                                         |
| 2014 рік       | Червоний намет       | Ребекка                  | 2 епізоди                                                                                          |
| 2016–2020 роки | Ранчо                | Меггі Беннет             | Головна роль                                                                                       |
| 2017 рік       | Коли ми піднімемося  | Олена Каган              | |
| 2017 рік       | Товаришу детектив    | Іона Ангел (голос)       | Епізод: «Виходу немає»                                                                             |
| 2018 рік       | Патріот              | Берніс Тавнер            | Головна роль (2 сезон)                                                                             |
| 2021 рік       | Ультра Сіті Смітс    | Trish McSapphire (голос) | 5 серій                                                                                            |
| 2021 рік       | Містер Корман        | Рут Корман               | 4 епізоди                                                                                          |

## Зовнішні посилання
- Дебра Вінгер на сайті IMDb (англ.)
- Transcript of Radio 4 interview
- Texas Monthly Talks: Debra Winger, video posted on November 3, 2008 на YouTube